# Gaz de résine
Les gaz manufacturés ont été fabriqués essentiellement à partir du début XIXe siècle, utilisés d'abord pour éclairage, par la suite comme combustible. Le gaz de houille est le plus répandu, mais d'autres gaz ont été produits à partir de tourbe, et de résines végétales aussi. Des expériences réalisées à Anvers vers 1837 par exemple montrent que le pouvoir éclairant du gaz de résine, est deux fois supérieur au gaz de houille. 
Le gaz de résine en outre ne contient pas comme le gaz de houille, le sulfure d'hydrogène qui rend ce gaz toxique. 
La ville de Gand fut dans un premier temps éclairée au gaz de résine; mais ce gaz ne donnant aucun résidu (la houille donne du coke, qui se vend aussi cher que la houille elle-même, de sorte que le gaz ne coûte presque rien), la compagnie anglaise responsable de l'éclairage à Gand (L'Imperial Continental Gas Association), abandonna le gaz de résine pour le gaz de houille
La résine est principalement de la résine de pin. On trouve dans les produits condensés du gaz de résine, une huile fixe brune et une huile essentielle très volatile, que l'on peut épurer; toutes ces huiles peuvent s'appliquer à la peinture, et la dernière dans la préparation des vernis. 

## Fabrication à partir de résine de pin
On fabrique à Londres vers 1830 de l'huile de résine qui pouvait être transformée en gaz de résine:
Elle se fabrique dans une chaudière d'un type particulier. On charge la chaudière ou cucurbite, presque aux deux tiers de la hauteur, avec du galipot ou de la résine de pin, colophane (brai sec, arcanson) , etc.; relativement à cette dernière, à prix égal, on donne la préférence à celle qui est diaphane (même brune), parce qu'elle ne contient pas d'eau. Le galipot donne beaucoup d'essence de térébenthine (huile essentielle), dont la valeur rend quelquefois l'opération plus profitable.
On allume le feu, que l'on pousse graduellement. En général, il se dégage d'abord de la vapeur d'eau, qui se condense et s'écoule à l'extrémité du réfrigérant, bientôt l'huile essentielle accompagne le liquide aqueux qui devient légèrement acide. Enfin, le feu étant toujours le même, l'écoulement parait s'arrêter; c'est le moment de séparer tout le liquide obtenu, et qui est fractionné spontanément en deux parties; l'une plus légère surnage, c'est l'huile essentielle; on l'isole aisément en soutirant, après quelques instants de repos, l'eau qui occupe le fond du vase. La température de la matière résineuse continuant à s'élever, des changements ont lieu dans la combinaison de ses éléments; il se dégage beaucoup de gaz combustible peu carboné, des vapeurs acides et aqueuses, qui se condensent avec une plus grande quantité d'huile que l'on voit couler plus abondamment. 
On peut soutenir le feu jusqu'à ce que l'écoulement s'arrête, et dans ce cas on obtient le maximum de produit en huile; il reste dans la chaudière une très petite quantité de charbon et de matières terreuses, qui ne s'opposent pas à ce que l'on recharge de nouveau la chaudière. La matière charbonneuse, s'accumulant à chaque fois, nuit toutefois à la communication de la chaleur, et après 5 ou 6 opérations, il faut laisser refroidir le fourneau de la chaudière pour qu'un homme puisse s'introduire dans celle-ci, et enlever à coups de ciseau, ce charbon plus ou moins adhèrent. D'ailleurs, à la fin de chaque opération la température s'élève au point de faire rougir les parois de la chaudière, en sorte que si l'on vient à recharger promptement, les premières parties de résine en contact avec les parois se décomposent, un gaz combustible carboné se produit qui peut s'enflammer et déterminer des accidents graves; enfin le fond de la chaudière exposé fréquemment aux alternatives d'une température qui la porte au rouge, tantôt subitement moins élevée, s'altère beaucoup; il en résulte des réparations dispendieuses.
Une autre manière d'opérer est préférable qui consiste à pousser la distillation jusqu'à ce que les neuf dixièmes de la résine soient décomposés, ce que l'on peut connaître approximativement d'après la quantité de liquide recueilli, et en ayant soin d'arrêter un peu plus tôt dans les premières opérations. On couvre alors le feu, on soutire la matière résineuse fluide restée dans la chaudière,on recharge la chaudière et l'on commence une autre distillation. La matière fluide tirée ainsi de la chaudière prend, en refroidissant, une consistance de brai gras moins colorée que ce dernier; elle s'applique aux mêmes usages et peut se vendre plus cher, comme de meilleure qualité. L'appareil contient 2 100 kg de résine, quantité sur laquelle on pourra opérer chaque jour ou 6 fois par semaine. Sur cette quantité de matière on retire 20 gallons d'huile essentielle analogue à l'essence de térébenthine, 180 galons d'huile, 100 livres de brais gras. La proportion d'huile est très variable; elle dépend de ce que la 1re distillation de la térébenthine a été poussée plus ou moins loin, pour en obtenir davantage, quand on emploie le galipot au lieu de résine sèche, et il y a souvent un grand avantage a le faire; en se servant du colophane (brai sec de Bordeaux ou de l’arcanson de l'Amérique septentrionale), on n'obtient guère plus de 4 à 5% de cette huile volatile. En supposant à la bétuline la même composition qu'à la résine de térébenthine, elle donnerait à poids égal, en brûlant, une quantité de chaleur plus que double de celle que produit le bois ordinaire.
Lorsque l'on veut purifier l'huile fixe de la plus grande partie de l'acide et de l'eau qu'elle contient on y ajoute 5 % de carbonate de soude sec, en poudre tamisée (sel de soude du commerce), bien brasser le mélange, tandis que l'huile est encore chaude, c'est-à-dire immédiatement après la distillation, laisser déposer et tirer au clair. L'huile ainsi épurée est très propre à l'éclairage au gaz; elle équivaut, pour cet emploi, aux 0,85 environ de l'huile de colza; on ne pourrait pas la brûler directement dans les lampes ordinaires, parce qu'elle n'est pas suffisamment fluide, et qu'elle produit en brûlant une grande quantité de noir de fumée.